# Васютина, Светлана Викторовна
Светлана Викторовна Васютина (род. 3 мая 1968 года) — российский художник-иконописец, член-корреспондент РАХ (2022).

## Биография
Родилась 3 мая 1968 года.
С 15 лет начала посещать художественную студию под руководством А. Ф. Коломеец и О. Л. Голубевой.
В 1986 году поступила на педагогическое отделение Московского художественного училища, где её педагогами были Ю. Г. Седов и В. А. Конягин.
В 1993 году вступила в Московский Союз художников, а с 2006 по 2012 годы — работала в комиссии союза.
В 1998 году окончила Московский художественный институт имени В. И. Сурикова, мастерская Е. Н. Максимова, дипломная работа: мозаика для храма святого благоверного царевича Димитрия «Богородица на троне» (3000х1500).
После окончания института работала в бригаде Е. Н. Максимова по росписи северного и западных куполов Храма Христа Спасителя.
С 1998 года — преподаватель кафедры монументального искусства факультета церковных художеств Православного Свято-Тихоновского гуманитарного университета (ПСТГУ).
С 1999 года и - иконописец в храме святого благоверного царевича Димитрия при Первой градской больнице, с 1999 по 2000 годы проектировала и писала иконы в иконостасе храма.
В 2022 году — избрана членом-корреспондентом Российской академии художеств.
В 2023 году, в ряду других академиков и членов-корреспондентов РАХ, участвовала в фестивале современного церковного искусства «Видеть и слышать».

## Творческая деятельность
В период с 1996 по 2005 годы выезжала на росписи храмов Свято-Введенской Оптиной пустыни.
С 2000 по 2005 годы — с бригадой выпускников и преподавателей ПСТГУ участвовала в росписи храма Живоначальной Троицы в Вишняках, а также в росписи храма святителя Николая в Кузнецах.
С 2000 по 2001 годы — проектировала иконостас и работала над иконами для храма Свято-Димитриевского детского дома.
В 2002 году с группой студентов ПСТГУ выполнила оформление фасада Свято-Димитриевского Детского дома в технике сграффито.
В 2003 году участвовала в росписи храма святых апостолов Петра и Павла в Ясенево.
С 1999 по 2012 годы постоянно работала над мозаиками: Сочи, «преподобная Зинаида» (900х700); Дагомыс, «Спас Нерукотворный» (1000х1000); Пущино, «Богородица Оранта» (2000х1000), «Ангел», «Спас Нерукотворный»; монастырь Спаса Нерукотворного в селе Клыково, «Спас Нерукотворный» (1300х600); Свято-Введенская оптина пустынь «Богородица с младенцем» (1100х400), «Амвросий оптинский» (700х400), Москва, при 1-й градской больнице в храм в честь иконы Божией матери «Знамение», «Богородица Оранта» (2800х1700); «святитель Алексий» (1000х500), «равноапостольный Кирилл» (50х40), Ногинск, «Спаситель»(3000х165); спроектировала мозаичные росписи в Покровском храм в Ясеневе.
С 2006 по 2007 годы — с бригадой преподавателей и выпускников ПСТГУ писала иконы в иконостасы Знаменского и Иоанно-Предтеченского крестильного храмов при 1-й градской больнице Москвы.
С 2011 года спроектировала и руководит росписями Николького храма в Егорьевске.
Руководит росписями Знаменского храма в Москве, а также работает над проектом росписей и руководит созданием икон для иконостаса монастыркого храма в селе Клыково.
В 2012 году с группой иконописцев участвовала в написании икон для иконостаса для мемориального комплекса «Катынь» Смоленска.
В 2012 году спроектировала и работает над иконостасами Авраамиевого монастыря и храма Новомучеников и исповедников Российских, храма архангела Гавриила в г. Смоленске, иконостасом Покровского храма при РКБ г. Москвы.

## Награды
- Серебряная медаль РАХ (2009)